# Iso Saarisuo-Hoikkasuo-Musta-Aapa
Iso Saarisuo-Hoikkasuo-Musta-Aapa este o arie protejată (arie specială de conservare — SAC, sit de importanță comunitară — SCI, arie de protecție specială avifaunistică — SPA) din Finlanda întinsă pe o suprafață de 768 ha, integral pe uscat.

## Localizare
Centrul sitului Iso Saarisuo-Hoikkasuo-Musta-Aapa este situat la coordonatele 65°41′54″N 25°18′53″E / 65.6983°N 25.3147°E.

## Înființare
Situl Iso Saarisuo-Hoikkasuo-Musta-Aapa a fost declarat sit de importanță comunitară în august 1998 pentru a proteja 12 specii de animale. Alte tipuri de protecție:
- arie de protecție specială avifaunistică (în august 1998)[2]
- arie specială de conservare (în aprilie 2015)[1][3][4]

## Biodiversitate
Situată în ecoregiunea boreală, aria protejată conține 6 habitate naturale: Turbării active, Izvoare fino-scandinave și mlaștini produse de izvoare bogate în minerale, Mlaștini alcaline, Turbării Aapa, Taiga vestică, Mlaștini împădurite.
La baza desemnării sitului se află mai multe specii protejate de  păsări (12): ciuf de câmp (Asio flammeus), bătăuș (Calidris pugnax), erete vânăt (Circus cyaneus), ciocănitoare neagră (Dryocopus martius), Emberiza rustica, cufundar mic (Gavia stellata), cocor (Grus grus), becațină mică (Lymnocryptes minimus), Lyrurus tetrix tetrix, codobatura galbenă (Motacilla flava), ploier auriu (Pluvialis apricaria), fluierar de mlaștină (Tringa glareola).
Pe lângă speciile protejate, pe teritoriul sitului au mai fost identificate 3 specii de păsări, 1 specie de mamifere.